# Lee Han-Sup
Lee Han-Sup (n. 30 aprilie 1966, Busan, Coreea de Sud) este un arcaș ce a reprezentat Coreea de Sud, medaliat olimpic. A participat la o ediție a Jocurilor Olimpice (1988) în care a câștigat o medalie de aur.

## Participări
Lista de mai jos prezintă principalele competiții la care a participat Lee Han-Sup de-a lungul carierei.
- archery at the 1988 Summer Olympics – men's team[*]